# Pennington Gap
La ville américaine de Pennington Gap est située dans le comté de Lee, dans l’État de Virginie. Lors du recensement de 2000, sa population s’élevait à 1 781 habitants. C’est la localité la plus peuplée du comté.

## Source
- (en) Cet article est partiellement ou en totalité issu de l’article de Wikipédia en anglais intitulé « Pennington Gap, Virginia » (voir la liste des auteurs).